# 8302 Казукін
8302 Казукін (8302 Kazukin) — астероїд головного поясу, відкритий 3 лютого 1995 року.
Тіссеранів параметр щодо Юпітера — 3,565.